# Strandquist
Strandquist é uma município localizado no estado americano de Minnesota, no Condado de Marshall.

## Demografia
Segundo o censo americano de 2000, a sua população era de 88 habitantes.
Em 2006, foi estimada uma população de 87, um decréscimo de 1 (-1.1%).

## Geografia
De acordo com o United States Census Bureau tem uma área de
0,7 km², dos quais 0,7 km² cobertos por terra e 0,0 km² cobertos por água. Strandquist localiza-se a aproximadamente 324 m acima do nível do mar.

## Localidades na vizinhança
O diagrama seguinte representa as localidades num raio de 24 km ao redor de Strandquist.